# Pretoria (geslacht)
Pretoria is een geslacht van vlinders van de familie snuitmotten (Pyralidae).

## Soorten
- P. audeoudi de Joannis, 1927
- P. hutchinsoni Ragonot, 1893
- P. nigribasis Balinsky, 1994